# Spinning Wheels

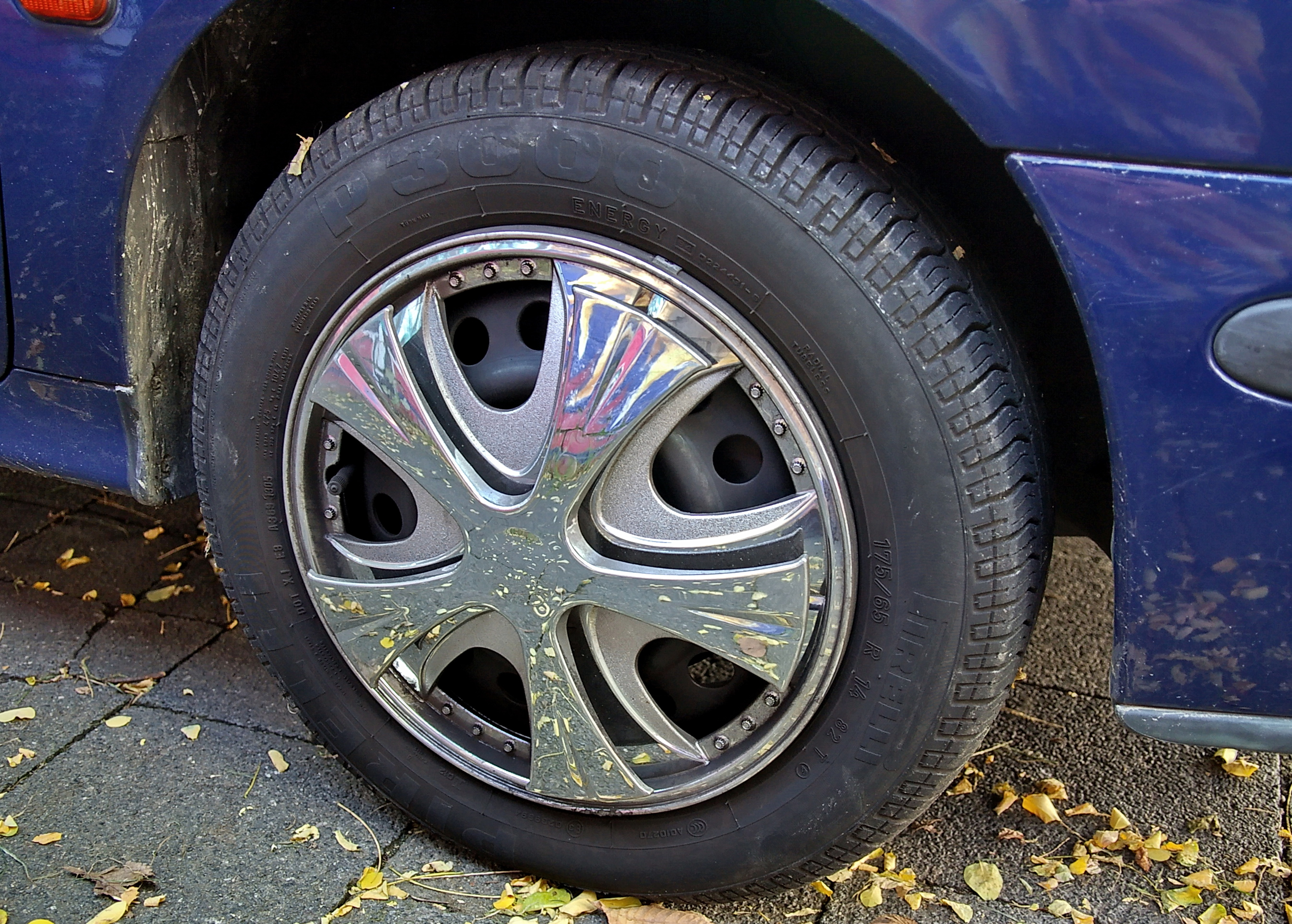
Spinning Wheels für Stahlfelgen

Spinning Wheels (englisch, wörtlich übersetzt: „Drehende Räder“, deutsch auch: Spinnerfelgen), oder auch Spinner genannt, sind Aufsätze ähnlich einer Radkappe für Autofelgen, die sich frei auf der Radnabe drehen können. Wenn das Auto zum Stehen gebracht wird, dreht sich der Spinner zunächst weiter, so dass es aussieht, als würde sich die Reifen im Stand bewegen. In Deutschland sind Spinner nach der Straßenverkehrszulassungsordnung (StVZO) verboten. In den Vereinigten Staaten waren Spinner in der Hip-Hop-Szene der 2000er Jahre beliebt, aber ihre Popularität hat im Laufe der Zeit nachgelassen.
Die Verkehrsordnungswidrigkeit folgt aus § 30 StVZO („Beschaffenheit der Fahrzeuge“), wonach gilt: Fahrzeuge müssen so gebaut und ausgerüstet sein, dass ihr verkehrsüblicher Betrieb niemanden schädigt oder mehr als unvermeidbar gefährdet, behindert oder belästigt. Als konstruiertes Beispiel für eine Schädigung kann angenommen werden, dass ein Kind in die sich noch drehenden Spinner hineingreifen könnte und somit Verletzungen davontragen würde oder andere Fahrzeuge plötzlich abbremsen.